# Імаґава Удзітіка
Імаґава Удзітіка (1473 — 1 серпня 1526) — 1-й даймьо провінції Суруґа.

## Життєпис
Походив з самурайського роду Імаґава. Син Імаґава Йосітади, сюго провінції Суруга. Народився Удзітіка у 1473 році. У 1476 році його батько загинув у війні з кланами Кацумада і Йокота з провінції Тотомі. Негайно серед васалів і слуг останнього почалися чвари. З претензією на владу виступив стриєчний брат Удзітіки — Осікі Сінґора Норіміцу. В чвари втрутилися впливові феодали — Уесуґі Садамаса з провінції Тотомі та Асікаґа Масатомо, намісник регіону Канто.
Зрештою Імагава Удзітіка зміг утвердитися в якості спадкоємця свого батька завдяки допомозі вуйка Ісе Сінкуро (брата матері), який запропонував компроміс між Удзітіка і Норіміцу. У 1479 році Удзітіка було затверджено на посаді сюго провінції Суруга. Втім регентом при ньому став Осікі Норіміцу. Останній фактично правив провінцією. Але у 1490 році Імагава Удзітіка, ставши повнолітнім, забажав перебрати кермо на себе, проте зустрів опір з боку Норіміцу. У відповідь Ісе Сінкуро атакував замок Норіміцу, який вимушений був здатися.
У 1491 році Імаґава Удзітіка надав притулок Асікаґа Йосідзумі, сину асікага Масамото, що втік з Кіото. З цього часу фактично затвердився як самостійний даймьо. В наступні роки здійснював численні походи до провінції Тотомі, де почав боротьбу проти клану Сіба, представники якого займали посаду сюго цієї провінції. В результаті фактично повністю підкорив Тотомі.
У 1504 році спільно з Ходзьо Соуном, Уесуґі Томойосі (з роду Оґіґаяцу-Уесуґі) завдав поразки у битві біля Татіґавара армії канто-канрей Уесуґі Акісада (з роду Яманоуті-Уесуґі) і коґа-кубо Асікаґа Масаудзі. У 1508 році Удзітіка було призначено сьогуном на посаду сюго провінції Тотомі, за цим він завершив підпорядкування її території.
Протягом 1510-х років розповсюдив владу на східну частину провінції мікава й на невеличку територію провінції Оварі. Але тут стикнувся з протистояння клану Такеда. У 1521 році війська роду Імагава зазнали поразки від Такеда Нобутори. Втім Імаґава Удзітіка продовжив політику зміцнення свого становища в Мікаві. на кордоні провінцій Мікава іоварі він наказав 1525 року збудувати фортецю Янаґі-но-мару («Вербовий двір»). Вона повинна була контролювати відрізок важливого шляху Токайдо.
У 1526 році одним з перших прийняв звід законів для своїх володінь (бункокухо) «Імаґава канамокуроку», який поєднував кримінальне, цивільне й сімейне право. Цим зміцнювалися позицій роду в підвладних володіннях (зокрема забороненою влаштовувати шлюби васалів з представниками васальних радів інших кланів даймьо). Водночас врегульовано питання продажі й оренди землі. Помер того ж року. Йому спадкував син Удзітеру.

## Родина
Дружина — Дзукей-ін
Діти:
- Імаґава Удзітеру (1513—1536), 2-й даймьо
- Імагава Хікогоро (д/н—1536)
- Імаґава  Йосімото (1519—1560), 3-й даймьо

Наложниця —донька Фукусіма Масанарі
Діти:
- Ґенко Етан (1517—1536), буддистський чернець

Стосовно інших дітей існують суперечностіщодо матерів:
- Удзітойо (д/н—1522)
- Дзюйке-ін, дружина Ходзьо Удзіясу
- Содзі Сендзьо (1518—1588), чернець
- 5 доньок